# Ма Рейни: Мать блюза
«Ма Рейни: Мать блюза» (англ. Ma Rainey's Black Bottom) — американский драматический фильм-биография 2020 года режиссёра Джорджа С. Вольфа (англ.) по сценарию Рубена Сантьяго-Хадсона по одноимённой пьесе Огаста Уилсона. В главных ролях: Виола Дэвис и Чедвик Боузман (последняя роль).
Фильм получил пять номинаций на 93-ю церемонию «Оскар» и смог одержать победу в двух из них — за «Лучший дизайн костюмов» и «Лучший грим и причёски». В свою очередь, Виола Дэвис и Чедвик Боузман выиграли индивидуальные статуэтки на 27-й церемонии вручения Премии Гильдии киноактёров США в категориях «Лучшая женская роль» и «Лучшая мужская роль».

## Сюжет
Напряжение и температура повышаются во время дневной записи в Чикаго 1920-х годов, когда группа музыкантов ждёт выдающегося исполнителя, легендарную «Мать блюза» Ма Рэйни (Виола Дэвис). В конце сеанса бесстрашная и пылкая Ма вступает в перепалку со своим белым менеджером и продюсером за контроль над своей музыкой. Пока группа ждёт в душной и тесной репетиционной комнате студии, амбициозный трубач Ливи (Чедвик Боузман), который следит за девушкой Ма, на которую сам имеет виды, и полон решимости заявить о своих правах в музыкальной индустрии, подстёгивает своих коллег-музыкантов к конфликту с начальством. Каждый с трудом понимает, где та правда и та ложь, которые навсегда изменят ход их жизней. Стремление Ливи создать свою собственную группу также заставляет его искать менеджеров и продюсеров, требуя от него пережить предыдущие травмы.

## В ролях
- Виола Дэвис — Ма Рейни
- Чедвик Боузман — Ливи Грин, трубач в оркестре Ма
- Колман Доминго — Кэтл
- Глинн Тёрмен — Толедо
- Майкл Поттс — Слоу
- Джереми Шамос — Ирвин, менеджер Ма
- Тейлор Пейдж — Дасси Мэй

## Производство
Первоначально проект был анонсирован вместе с «Оградами» Дензела Вашингтона в 2013 году в рамках его сделки с HBO на 10 картин. Адаптация в конечном итоге перешла на Netflix, и актёры присоединились к ней в июле 2019 года, а съёмки начались в том же месяце в Питтсбурге. Чедвик Боузман, исполняющий одну из главных ролей в фильме, умер во время пост-продакшна в августе 2020 года, в результате чего «Ма Рейни» стала его последней работой.

## Релиз
Из-за пандемии COVID-19, фильм вышел в ограниченный кинопрокат 25 ноября 2020 года, а затем начал транслироваться на Netflix 18 декабря. Фильм получил признание критиков, которые высоко оценили выступления Дэвис и Боузмана, а также костюмы и дизайн постановки.

## Награды и номинации
| Премия                         | Категория                            | Номинант                                                   | Результат |
| ------------------------------ | ------------------------------------ | ---------------------------------------------------------- | --------- |
| «Оскар»                        | Лучшая мужская роль                  | Чедвик Боузман (посмертно)                                 | Номинация |
| «Оскар»                        | Лучшая женская роль                  | Виола Дэвис                                                | Номинация |
| «Оскар»                        | Лучший дизайн костюмов               | Энн Рот                                                    | Победа    |
| «Оскар»                        | Лучшая работа художника-постановщика | Марк Рикер, Карен О'Хара, Диана Стоутон                    | Номинация |
| «Оскар»                        | Лучший грим и причёски               | Серджио Лопез-Ривера, Миа Нил, Джамика Уилсон              | Победа    |
| «Золотой глобус»               | Лучшая мужская роль — драма          | Чедвик Боузман (посмертно)                                 | Победа    |
| «Золотой глобус»               | Лучшая женская роль — драма          | Виола Дэвис                                                | Номинация |
| BAFTA                          | Лучшая мужская роль                  | Чедвик Боузман (посмертно)                                 | Номинация |
| BAFTA                          | Лучший дизайн костюмов               | Энн Рот                                                    | Победа    |
| BAFTA                          | Лучший грим и причёски               | Матики Анофф, Ларри М. Черри, Серхио Лопез-Ривера, Миа Нил | Победа    |
| «Выбор критиков»               | Лучший фильм                         |                                                            | Номинация |
| «Выбор критиков»               | Лучшая мужская роль                  | Чедвик Боузман (посмертно)                                 | Победа    |
| «Выбор критиков»               | Лучшая женская роль                  | Виола Дэвис                                                | Номинация |
| «Выбор критиков»               | Лучший актёрский состав              |                                                            | Номинация |
| «Выбор критиков»               | Лучший адаптированный сценарий       | Рубен Сантьяго-Хадсон                                      | Номинация |
| «Выбор критиков»               | Лучший дизайн костюмов               | Энн Рот                                                    | Победа    |
| «Выбор критиков»               | Лучшая работа художника-постановщика | Марк Рикер, Карен О'Хара, Диана Стоутон                    | Номинация |
| «Выбор критиков»               | Лучший грим и причёски               |                                                            | Победа    |
| «Независимый дух»              | Лучший фильм                         |                                                            | Номинация |
| «Независимый дух»              | Лучшая мужская роль                  | Чедвик Боузман (посмертно)                                 | Номинация |
| «Независимый дух»              | Лучшая женская роль                  | Виола Дэвис                                                | Номинация |
| «Независимый дух»              | Лучшая мужская роль второго плана    | Колман Доминго                                             | Номинация |
| «Независимый дух»              | Лучшая мужская роль второго плана    | Глинн Тёрмен                                               | Номинация |
| «Спутник»                      | Лучший фильм — драма                 |                                                            | Номинация |
| «Спутник»                      | Лучшая мужская роль — драма          | Чедвик Боузман (посмертно)                                 | Номинация |
| «Спутник»                      | Лучшая женская роль — драма          | Виола Дэвис                                                | Номинация |
| «Спутник»                      | Лучший адаптированный сценарий       | Рубен Сантьяго-Хадсон                                      | Номинация |
| «Спутник»                      | Лучший дизайн костюмов               | Энн Рот                                                    | Номинация |
| Премия Гильдии киноактёров США | Лучшая мужская роль                  | Чедвик Боузман (посмертно)                                 | Победа    |
| Премия Гильдии киноактёров США | Лучшая женская роль                  | Виола Дэвис                                                | Победа    |
| Премия Гильдии киноактёров США | Лучший актёрский состав              |                                                            | Номинация |
| Премия Гильдии продюсеров США  | Лучший фильм                         | Дензел Вашингтон, Тодд Блэк                                | Номинация |
| Премия Гильдии сценаристов США | Лучший адаптированный сценарий       | Рубен Сантьяго-Хадсон                                      | Номинация |